# 29690 Nistala
A 29690 Nistala (ideiglenes jelöléssel (29690) 1998 XM94) a Naprendszer kisbolygóövében található aszteroida. A LINEAR projekt keretében fedezték fel 1998. december 15-én.